# Водоотводен канал
Водоотводният канал (на руски: Водоотводный канал) е канал в централната част на Москва, столицата на Русия.
Каналът има дължина около 4 km и ширина 30 до 50 m. Разположен е успоредно на основното течение на река Москва. Отделя се от реката близо до Големия каменен мост и се влива отново в нея в района на Шлюзовата крайбрежна улица.
Построен е през 1783 – 1786 година, за да отводни блатата по десния бряг на Москва срещу Кремъл. Днес каналът се пресича от 10 моста, 4 от които пешеходни.